# Pagu
Pour les articles homonymes, voir Pagu (langue).
Pagu, pseudonyme de Patrícia Galvão, née le 9 juin 1910 à São João da Boa Vista (Brésil) et morte le 12 décembre 1962 à Santos (Brésil), est une femme de lettres, romancière, poétesse, traductrice, journaliste brésilienne et activiste communiste.  

## Biographie

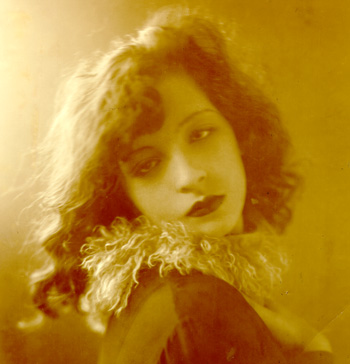

Compagne dès l'âge de 19 ans du poète et romancier moderniste Oswald de Andrade, et figure majeure du mouvement moderniste brésilien, elle n'a cependant pas participé à son événement fondateur, la semaine d'art moderne de 1922, Patrícia Galvão n'étant alors âgée que de douze ans. Elle est en revanche liée au groupe de la Revista de Antropofagia (1928-1929), animée par Oswald de Andrade. 
Militante communiste dans les années 1930, elle devient à 21 ans la première femme brésilienne à être emprisonnée pour raison politique. Elle édite en 1931, avec Oswald de Andrade, le journal politico-satirique et anti-fasciste O Homem do Povo, et signe le premier roman prolétarien publié au Brésil: Parque industrial, paru fin 1932 à São Paulo, quelques mois avant le premier roman social de Jorge Amado, Cacau.
En 1935, elle est arrêtée à Paris lors d’une distribution de tracts, accusée d'être une communiste étrangère, avec une fausse identité. L’ambassadeur brésilien obtient son expatriation vers le Brésil. À son retour, elle se sépare définitivement d'Oswald de Andrade, en raison de querelles et de jalousie. Elle reprend son activité journalistique. Mais elle participe à une tentative de révolution, est à nouveau emprisonnée et torturée par les forces de la dictature, et reste en prison pendant cinq ans,.
En 1940, à sa sortie de prison, déçue par le stalinisme, elle rompt avec le parti communiste et commence à défendre un socialisme conforme à la ligne idéologique trotskyste. Elle rejoint la rédaction de Vanguarda Socialista (pt) avec Geraldo Ferraz, Mário Pedrosa, Hilcar Leite et Edmundo Moniz.
Elle se remarie avec Geraldo Ferraz, et de cette union naît un enfant, son deuxième fils, Geraldo Galvão Ferraz, le 18 juin 1941. Elle devient une des principales animatrices culturelles de Santos, où elle vit avec son mari et ses deux enfants. En 1945, elle publie un nouveau roman, A Famosa Revista, coécrit avec son mari Geraldo Ferraz. Elle tente, sans succès, de briguer un siège de député d'État lors des élections de 1950.
Dans les années 1950, elle conçoit et présente différents spectacles dans la ville de Santos. Liée au théâtre d'avant-garde, elle met en scène notamment une traduction de La Cantatrice chauve, d’Eugène Ionesco. Elle continue à travailler aussi en tant que critique d'art. Mais un diagnostic de cancer est dressé. Elle meurt le 12 décembre 1962 à Santos des suites de cette maladie.

### Œuvres en portugais

#### Fiction
- Parque industrial (romance proletário) (sous le pseudonyme Mara Lobo). São Paulo: s. n., 1933, 145 p.
- A Famosa Revista (en collaboration avec Geraldo Ferraz). Rio de Janeiro: Americ-Edit, 1945.
- Safra macabra (contos policiais) [textes publiés dans la revue Detective en 1944, sous le pseudonyme King Shelter], éd. de Geraldo Galvão Ferraz. Rio de Janeiro, José Olympio, 1998.

#### Autobiographie
- Paixão Pagu (A autobiografia precoce de Patricia Galvão) [texte inédit écrit en 1940], préfaces de Geraldo Galvão Ferraz, Kenneth David Jackson, Rudá de Andrade. Rio de Janeiro: Agir, 2005, 164 p.

#### Textes politiques
- Verdade e Liberdade. São Paulo: Comitê Pró-Candidatura Patrícia Galvão, 1950.

#### Dessins
- Álbum de Pagu: nascimento, vida, paixão e morte [inédit de 1929]. Revue Código, Salvador, n°2, 1975. Repris dans l'anthologie Pagu: vida-obra.
- Croquis de Pagu e outros momentos felizes que foram devorados reunidos, éd. de Lúcia Maria Teixeira Furlani. Santos/São Paulo: Editora Unisanta/Cortez, 2004, 128 p.

#### Anthologie
- Augusto de Campos (org.), Pagu: vida-obra. São Paulo: Brasiliense, 1982. Nouvelle édition: São Paulo, Companhia das Letras, 2014, 469 p.

#### Rééditions
- A Famosa Revista, préface de Sérgio Milliet, dans Dois romances (avec Doramundo de Geraldo Ferraz), Rio de Janeiro, José Olympio, 1959.
- Parque industrial, préface de Geraldo Galvão Ferraz, São Paulo, Alternativa, s. d. [1981], 145 p.
- Parque industrial, préfaces de Geraldo Galvão Ferraz et Flávio Loureiro Chavez, Porto Alegre / São Carlos: Mercado Aberto / Universidade Federal de São Carlos, "Novelas exemplares", 1994 104 p.
- Parque industrial, préface de Geraldo Galvão Ferraz, Rio de Janeiro, José Olympio, 2006, 122 p.
- Parque industrial (romance proletário), préface d'Augusto de Campos, notes et postface d'Antoine Chareyre, postface de Kenneth David Jackson. São Paulo: Editorial Linha a Linha, 2018, 191 p.
- Autobiografia precoce, São Paulo, Companhia das Letras, 2020, 144 p.

### Œuvres traduites

#### En français
- Augusto de Campos (éd.), dossier Pagu, trad. d'Inês Oseki-Dépré, Banana Split (Aix-en-Provence, dir. Liliane Giraudon et Jean-Jacques Viton), n°14, s. d. [1985], p. 36-56.
- Patrícia Galvão (Pagu), Parc industriel (Roman prolétaire), prologue de Liliane Giraudon, traduction, notes et postface d'Antoine Chareyre, Montreuil, Le Temps des Cerises, 2015, 166 p. [4],[7],[8]
- Patrícia Galvão (Pagu), Matérialisme & zones érogènes (Autobiographie précoce), traduction, avant-propos, glossaire et chronologie par Antoine Chareyre, Montreuil, Le Temps des Cerises, 2019, 201 p.[2],[9]

#### Autres langues
- Industrial Park (A Proletarian Novel), trad. anglaise d'Elizabeth et Kenneth David Jackson, postface de Kenneth David Jackson. Lincoln / Londres: University of Nebraska Press, "Latin American Women Writers", 1993, 153 p.
- Industrijski park (Proleterski roman), trad. croate de Jelena Bulic. Zagreb, Naklada Jurčić, 2013.
- Parque industrial (Novela proletaria), trad. espagnole et préf. de Martín Camps. Mexico, Samsara, 2016.